# کاترین آلوارادو
کاترین آلوارادو (انگلیسی: Katherine Alvarado؛ زادهٔ ۱۱ آوریل ۱۹۹۱) بازیکن فوتبال اهل کاستاریکا است.
وی همچنین در تیم‌های ملی فوتبال تیم ملی فوتبال زیر 17 سال زنان کاستاریکا، تیم ملی فوتبال زیر 20 سال زنان کاستاریکا و زنان کاستاریکا بازی کرده‌است.
وی در مسابقات کشوری و بین‌المللی در مجموع برندهٔ ۱ مدال برنز شده‌است.